# Kirk Muller
Kirk Christopher Muller, född 8 februari 1966 i Kingston, Ontario, är en kanadensisk före detta professionell ishockeyspelare, numera ishockeytränare. Muller är assisterande tränare för det kanadensiska laget Montreal Canadiens i NHL sedan 2 juni 2016.

## Spelarkarriär
Under Mullers aktiva spelarkärriär spelade han 1349 matcher i NHL och lyckades producera 959 poäng (357 mål och 602 assists) för ishockeyorganisationerna New Jersey Devils (1984-1991), Montreal Canadiens (1991-1994), New York Islanders (1994-1995), Toronto Maple Leafs (1995-1997), Florida Panthers (1997-1999) och Dallas Stars (1999-2003). Han vann Stanley Cup med Montreal Canadiens säsongen 1992-1993.

### Statistik
| 1980–1981    | Kingston Voyageurs  | OHA-B        | 42   | 17  | 37  | 54  | 5    | —   | —  | —  | —  | —   |
|              | Kingston Canadians  | OHL          | 2    | 0   | 0   | 0   | 0    | —   | —  | —  | —  | —   |
| 1981–1982    | Kingston Canadians  | OHL          | 67   | 12  | 39  | 51  | 27   | 4   | 5  | 1  | 6  | 4   |
| 1982–1983    | Guelph Platers      | OHL          | 66   | 52  | 60  | 112 | 41   | —   | —  | —  | —  | —   |
| 1983–1984    | Guelph Platers      | OHL          | 49   | 31  | 63  | 94  | 27   | —   | —  | —  | —  | —   |
| 1984–1985    | New Jersey Devils   | NHL          | 80   | 17  | 37  | 54  | 69   | —   | —  | —  | —  | —   |
| 1985–1986    | New Jersey Devils   | NHL          | 77   | 25  | 41  | 66  | 45   | —   | —  | —  | —  | —   |
| 1986–1987    | New Jersey Devils   | NHL          | 79   | 26  | 50  | 76  | 75   | —   | —  | —  | —  | —   |
| 1987–1988    | New Jersey Devils   | NHL          | 80   | 37  | 57  | 94  | 114  | 20  | 4  | 8  | 12 | 37  |
| 1988–1989    | New Jersey Devils   | NHL          | 80   | 31  | 43  | 74  | 119  | —   | —  | —  | —  | —   |
| 1989–1990    | New Jersey Devils   | NHL          | 80   | 30  | 56  | 86  | 74   | 6   | 1  | 3  | 4  | 11  |
| 1990–1991    | New Jersey Devils   | NHL          | 80   | 19  | 51  | 70  | 76   | 7   | 0  | 2  | 2  | 10  |
| 1991–1992    | Montreal Canadiens  | NHL          | 78   | 36  | 41  | 77  | 86   | 11  | 4  | 3  | 7  | 31  |
| 1992–1993    | Montreal Canadiens  | NHL          | 80   | 37  | 57  | 94  | 77   | 20  | 10 | 7  | 17 | 18  |
| 1993–1994    | Montreal Canadiens  | NHL          | 76   | 23  | 34  | 57  | 96   | 7   | 6  | 2  | 8  | 4   |
| 1994–1995    | Montreal Canadiens  | NHL          | 33   | 8   | 11  | 19  | 33   | —   | —  | —  | —  | —   |
|              | New York Islanders  | NHL          | 12   | 3   | 5   | 8   | 14   | —   | —  | —  | —  | —   |
| 1995–1996    | New York Islanders  | NHL          | 15   | 4   | 3   | 7   | 15   | —   | —  | —  | —  | —   |
|              | Toronto Maple Leafs | NHL          | 36   | 9   | 16  | 25  | 42   | 6   | 3  | 2  | 5  | 0   |
| 1996–1997    | Toronto Maple Leafs | NHL          | 66   | 20  | 17  | 37  | 85   | —   | —  | —  | —  | —   |
|              | Florida Panthers    | NHL          | 10   | 1   | 2   | 3   | 4    | 5   | 1  | 2  | 3  | 4   |
| 1997–1998    | Florida Panthers    | NHL          | 70   | 8   | 21  | 29  | 54   | —   | —  | —  | —  | —   |
| 1998–1999    | Florida Panthers    | NHL          | 82   | 4   | 11  | 15  | 49   | —   | —  | —  | —  | —   |
| 1999–2000    | Dallas Stars        | NHL          | 47   | 7   | 15  | 22  | 24   | 23  | 2  | 3  | 5  | 18  |
| 2000–2001    | Dallas Stars        | NHL          | 55   | 1   | 9   | 10  | 26   | 10  | 1  | 3  | 4  | 12  |
| 2001–2002    | Dallas Stars        | NHL          | 78   | 10  | 20  | 30  | 28   | —   | —  | —  | —  | —   |
| 2002–2003    | Dallas Stars        | NHL          | 55   | 1   | 5   | 6   | 18   | 12  | 1  | 1  | 2  | 8   |
| NHL totalt   | NHL totalt          | NHL totalt   | 1349 | 357 | 602 | 959 | 1223 | 127 | 33 | 36 | 69 | 153 |
| OHL totalt   | OHL totalt          | OHL totalt   | 184  | 95  | 162 | 257 | 95   | 4   | 5  | 1  | 6  | 4   |
| OHA-B totalt | OHA-B totalt        | OHA-B totalt | 42   | 17  | 37  | 54  | 5    | —   | —  | —  | —  | —   |

## Tränarkarriär
Muller inledde sin tränarkarriär med att träna Queen's University:s damlag Queen University Golden Geals, där blev han kvar fram till 20 juni 2006 när han blev utsedd till assisterande tränare för Montreal Canadiens. Den 27 juni 2011 blev han klar som tränare för Nashville Predators farmarlag Milwaukee Admirals i AHL. Den 28 november 2011 blev han utsedd till att efterträda Paul Maurice som tränare för Carolina Hurricanes på grund av att Maurice fått sparken efter en dålig inledning av säsongen. Den 5 maj 2014 fick Muller sparken som tränare för Hurricanes. Den 13 maj 2014 blev han anställd som assisterande tränare till Ken Hitchcock i St. Louis Blues. Den 2 juni 2016 blev Muller åter anställd som assisterande tränare för Montreal Canadiens.

### Statistik
| Lag                 | År        | Grundserie | Grundserie | Grundserie | Grundserie      | Grundserie | Grundserie         | Slutspel                     |  |
| Lag                 | År        | Matcher    | Vinster    | Förluster  | Övertidsvinster | Poäng      | Placering          | Resultat                     |  |
| ------------------- | --------- | ---------- | ---------- | ---------- | --------------- | ---------- | ------------------ | ---------------------------- |  |
| Carolina Hurricanes | 2011–2012 | 57         | 25         | 20         | 12              | (62)       | 5:e i Southeast    | Missade slutspel.            |  |
| Carolina Hurricanes | 2012–2013 | 48         | 19         | 25         | 4               | 42         | 3:e i Southeast    | Missade slutspel.            |  |
| Carolina Hurricanes | 2013–2014 | 82         | 36         | 35         | 11              | 83         | 7:e i Metropolitan | Missade slutspel. (Sparkad.) |  |
| Totalt              | Totalt    | 187        | 80         | 80         | 27              | 187        |                    |                              |  |